# نكاسو كيدادا
نكاسو كيدادا (بالأمهرية: ነጋሶ ጊዳዳ)‏(2019-1943) هو سياسي، ومؤرخ إثيوبي، كان عضوًا في الجبهة الثورية الديمقراطية الشعبية الإثيوبية.

## مناصب
تولى منصب رئيس إثيوبيا (22 أغسطس 1995–8 أكتوبر 2001)، كما كان عضوًا في المجلس النيابي للبلاد.

## التعليم
تعلم في جامعة غوته في فرانكفورت.

## روابط خارجية
- نكاسو كيدادا على موقع الموسوعة البريطانية (الإنجليزية)
- نكاسو كيدادا على موقع مونزينجر (الألمانية)